# Tour d’Europe
Die Tour d’Europe war ein Radsportwettbewerb, der als Etappenrennen durch mehrere europäische Länder führte. Das Rennen wurde 1954 und 1956 veranstaltet.

## Geschichte
Die Tour d’Europe (deutsch Europa-Rundfahrt) wurde 1954 von dem französischen Journalisten Jean Leulliot ins Leben gerufen. Sie sollte als völkerverbindende Sportveranstaltung mehrere europäische Länder in einen Wettbewerb einbeziehen. Dabei spielten auch die politischen Bestrebungen in Westeuropa eine Rolle, eine europäische Gemeinschaft zu schaffen. Die Tour 1954 verlief Ende September in dreizehn Etappen von Paris nach Straßburg und führte durch Frankreich, Belgien, Luxemburg, das Saarland, Deutschland, Österreich, Italien und die Schweiz und war für Berufsfahrer und Unabhängige offen. Im Mai 1956 war eine Delegation der Rundfahrt-Organisation bei der Internationalen Friedensfahrt zu Gast, um dort die Möglichkeiten für einen zukünftigen Start von Mannschaften aus Osteuropa zu ergründen und organisatorische Erfahrungen auszutauschen.
1955 konnte Jean Leulliot, Chefredakteur der wöchentlich erscheinenden Radsportzeitschrift „Route et Piste“, durch die Konkurrenz im Rennkalender der Union Cycliste International (UCI) keine Europa-Rundfahrt organisieren. 1956 übernahmen die Zeitungen L’Équipe, Le Parisien libéré, La Gazzetta dello Sport und Les Sports durch den Ankauf der Rechte das Rennen und organisierten eine zweite Auflage für 1956. Die Rundfahrt lief nun unter dem Namen „Tour de France et d’Europe“ und war für Amateure und Unabhängige offen. Die Rundfahrt verlief nun durch Jugoslawien, Italien, Österreich, Deutschland und Frankreich nach Belgien. Danach fand die Rundfahrt nicht mehr statt.

## Sieger
- 1954  Primo Volpi
- 1955 nicht ausgetragen
- 1956  Roger Rivière

## Streckenführung und Etappensieger

### 1954
| Etappe | Datum      | Start        | Ziel         | Länge (km) | Etappensieger       |
| ------ | ---------- | ------------ | ------------ | ---------- | ------------------- |
| 1      | 21.09.1954 | Paris        | Gent         | 287        | Pierre Michel       |
| 2      | 22.09.1954 | Gent         | Namur        | 251        | Maurice Diot        |
| 3      | 23.09.1954 | Namur        | Luxemburg    | 169        | Edgard Sorgeloos    |
| 4      | 24.09.1954 | Remich       | Saarbrücken  | 69         | Peugeot             |
| 5      | 25.09.1954 | Homburg      | Schwenningen | 263        | Henri Van Kerckhove |
| 6      | 26.09.1954 | Schwenningen | Augsburg     | 239        | Brian Robinson      |
| 7      | 27.09.1954 | Augsburg     | Innsbruck    | 239        | Maurice Diot        |
| 8      | 28.09.1954 | Innsbruck    | Mantua       | 304        | Jean Bois           |
| 9      | 29.09.1954 | Mantua       | Bologna      | 196        | Luciano Frosini     |
| 10     | 30.09.1954 | Bologna      | Como         | 261        | Max Schellenberg    |
| 11     | 01.10.1954 | Como         | Lugano       | 62         | Primo Volpi         |
| 12     | 02.10.1954 | Locarno      | Montreux     | 245        | Pino Cerami         |
| 13     | 03.10.1954 | Montreux     | Straßburg    | 344        | Pino Cerami         |

Die 4. Etappe von Remich in das damals selbstständige Saarland war ein Mannschaftszeitfahren. Die 11. Etappe war ein Einzelzeitfahren.

### 1956
| Etappe | Datum      | Start     | Ziel      | Länge (km) | Etappensieger         |
| ------ | ---------- | --------- | --------- | ---------- | --------------------- |
| 1      | 08.08.1956 | Zagreb    | Rijeka    | 180        | Roger Rivière         |
| 2      | 09.08.1956 | Rijeka    | Udine     | 180        | Giuseppe Fallarini    |
| 3      | 10.08.1956 | Udine     | Trient    | 220        | Giuseppe Fallarini    |
| 4      | 11.08.1956 | Trient    | Innsbruck | 179        | Gianni Ferlenghi      |
| 5      | 12.08.1956 | Innsbruck | Ulm       | 220        | Antonio Ulliana       |
| 6      | 14.08.1956 | Ulm       | Stuttgart | 114        | Bruno Tognaccini      |
| 7      | 15.08.1956 | Stuttgart | Straßburg | 156        | Piet van Est          |
| 8      | 16.08.1956 | Straßburg | Nancy     | 174        | Roberto Falaschi      |
| 9a     | 17.08.1956 | Nancy     | Étain     | 84         | Mario Gervasoni       |
| 9b     | 17.08.1956 | Étain     | Longwy    | 49         | Roger Rivière         |
| 10     | 18.08.1956 | Longwy    | Namur     | 184        | Constantin Dumitrescu |

Beim zweiten Teilabschnitt der 9. Etappe handelte es sich um ein Einzelzeitfahren.